# 威悉马施县
威悉馬施縣（Landkreis Wesermarsch）是德國下薩克森州的一個縣，首府為下威悉河畔布拉克。

## 市鎮
- 下威悉河畔布拉克
- 埃爾斯弗萊特
- 諾登哈姆
- 贝尔讷
- 布特亞丁根
- 萊姆韋德
- 亞德
- 奧弗爾根訥
- 施塔德蘭